# Tanum, Bærum

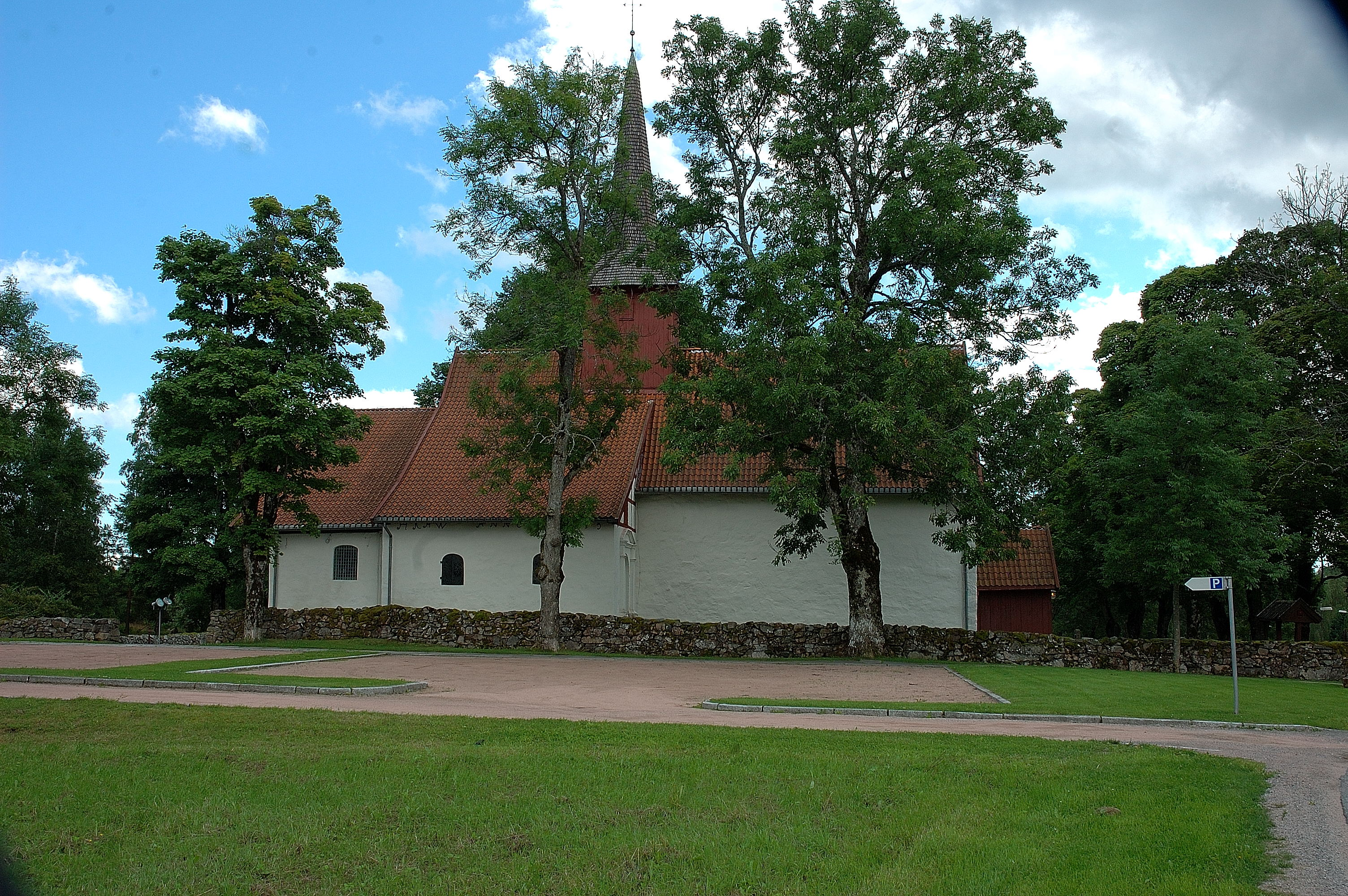
Tanum kyrka.

Tanum är ett område i Bærums kommun i Akershus fylke i Norge. Tanum ligger i västra Bærum, på gränsen till Askers kommun. Området är mest känt för den gamla Tanums kyrka och sin asylmottagning. Det ligger också flera gårdar i området, bland andra Staver, Bjerke, Aas, Ringi gård och Tanum. Det finns flera vikingagravar i området.